# Łukawica (Lesko)
Pour les articles homonymes, voir Łukawica.
Łukawica est une localité polonaise de la gmina et du powiat de Lesko en voïvodie des Basses-Carpates.